# Цілинна балка Троїцька, ділянка №1
Цілинна балка Троїцька, ділянка №1 — ентомологічний заказник місцевого значення. Об'єкт розташований на території Мелітопольського району Запорізької області, біля села Троїцьке.
Площа — 17 га, статус отриманий у 1984 році.